# Tulostoma cyclophorum
Tulostoma cyclophorum es una especie de hongo del género Tulostoma, de la familia Agaricaceae, orden Agaricales. Fue descrita por Lloyd.

## Distribución
Se distribuye por Europa, América, Asia y Australia.